# Вороново (Маріїнсько-Посадський район)
Во́роново (рос. Вороново, чув. Ворнӑй) — присілок у складі Маріїнсько-Посадського району Чувашії, Росія. Входить до складу Першочурашевського сільського поселення.
Населення — 2 особи (2010; 4 у 2002).
Національний склад:
- чуваші — 75 %